# Копытов, Олег Николаевич
Олег Николаевич Копытов (18 июля 1963 — 24 марта 2017) — российский филолог, писатель, журналист, профессор кафедры журналистики и издательского бизнеса Дальневосточного федерального университета, доктор филологических наук.

## Биография
Родился в городе Фрунзе Киргизской ССР.
В школьные годы увлекался футболом и любительским театром: детско-юношеская команда ФК «ЗИЛ» и Народный театр — и то и другое при Фрунзенском машиностроительном заводе им. В. И. Ленина.
Работал слесарем-сборщиком на заводе «Сетунь», учился на филологическом факультете Киргизского государственного университета, служил срочную службу в рядах Советской Армии.
В 1990 году окончил русское отделение филологического факультета Московского государственного университета им. М. В. Ломоносова (научный руководитель спецсеминара и дипломной работы — проф. В. А. Белошапкова).
1990–1992 — преподаватель кафедры современного русского языка Фрунзенского (с 1992 — Бишкекского) государственного педагогического института русского языка и литературы.
1992–1996 — преподаватель кафедры русского языка Хабаровского государственного педагогического института.
1996–1998 — редактор телеканала «День» ЗАО «Комкон-ТВ», внештатный корреспондент ряда печатных хабаровских СМИ, помощник директора по связям со СМИ и рекламе Хабаровского филиала Банка «СБС-Агро» (1997–1998).
1998–2004 — комментатор редакции литературно-музыкальных программ Государственной телерадиовещательной компании «Дальневосточная» и доцент-почасовик хабаровских вузов.
2004–2005 — редактор, руководитель проектов Издательского дома «Приамурские ведомости» и доцент-почасовик кафедры маркетинга и рекламы Хабаровской государственной академии экономики и права (ХГАЭП).
2005–2007 — заведующий-организатор кафедры связей с общественностью, доцент ХГАЭП.
2007–2011 — доцент кафедры филологии, проректор по научной работе Хабаровского государственного института искусств и культуры (ХГИИК).
2012–2013 — учитель русского языка и литературы средней школы № 35 и гимназии № 5 г. Хабаровска, редактор русских проектов продюсерской фирмы Кристиана Грейнера (г. Париж, Франция) и доцент-почасовик Дальневосточного института международных отношений.
Август — декабрь 2013 года — профессор секции русского языка кафедры современных языков факультета искусств Университета Ганы (Западная Африка).
С 2014 года — профессор кафедры журналистики и издательского бизнеса Школы гуманитарных наук Дальневосточного федерального университета (ДВФУ).
В 2004 году в совете при Дальневосточном государственном университете (г. Владивосток) защитил кандидатскую диссертацию по филологии (специальность 10.02.01 — русский язык) на тему «Взаимодействие квалификативных модусных смыслов в тексте (авторизация и персуазивность)» (науч. рук. — проф. Т. В. Шмелёва, НовГУ).
В 2014 году в совете при Новгородском государственном университете им. Ярослава Мудрого защитил докторскую диссертацию по филологии (специальность 10.02.01 — русский язык) на тему «Текстообразующая роль модусных смыслов на фоне сферных различий (на материале современной прозы)».
Автор концепции модуса на пространстве текста, более 100 научных трудов, в том числе 2 монографий, 8 учебных пособий, 15 статей списка ВАК (по сост. на 2016 год).
Написал 10 книг художественной прозы (сборники рассказов, повести и романы), публицистики и литературной критики. Автор десятка «толстых» журналов и альманахов. Трижды лауреат литературных премий журнала «Дальний Восток». Эссе и рассказы выходили на сербско-хорватском языке в журналах и издательствах Сербии в переводах Бранки Такахаси (Япония).
В качестве журналиста сотрудничал почти с четырьмя десятками СМИ городов Фрунзе (Бишкека), Хабаровска, Владивостока и Москвы. Во второй половине 1980-х годов был внештатным московским корреспондентом «Радио „Свобода“» (Мюнхен, ФРГ).
Член Союза журналистов России и Международной федерации русских писателей.

## Семейное положение
Женат. Трое детей. Ирина Арнольдовна, Егор, Арина, Аэлита Копытовы.

### Книги
- Защита Ружина — 2: роман. — Владивосток: Дальиздат, 2016. — 134 с. — ISBN 978-5-905754-49-4.
- Чтение как духовная ценность: сб. статей. — Хабаровск: Изд-во ХКИППКСПО, 2014. — 84 с. (ДВГНБ).
- Мой друг Вовка Кораблёв: повесть. — Саарбрюкен, Германия: YAM Publishing, 2012. — 100 c. — ISBN 978-3-8473-8350-5.
- Модус на пространстве текста: монография. — Хабаровск: Изд-во ХГИИК, 2012. — 248 с. (РГБ).
- Семиотика и лингвистика: уч. пособие. — Хабаровск: Изд-во ХГИИК, 2008. — 66 с. (ДВНГБ).
- Майский вальс: хабаровчане в годы Великой Отечественной войны / Сост. О. Н. Копытов, Н. Д. Красикова. — Хабаровск: Приамурские ведомости, 2005. — 160 с.: ил. — ISBN 5-8003-0139-5.
- Душа, тоска, судьба: очерки и рассказы о русской словесности и русском характере. — Хабаровск: Тонкие лозы, 2002. — 202 с. (ДВНГБ).
- Восемнадцатый пассажир: сборник рассказов. — Хабаровск: Изд-во Дальневосточной народной академии наук, 2000. — 68 с. (ДВНГБ).

### Статьи в научных журналах и сборниках
- Модус на уровне дискурса (на примере «холодной войны» — 2014) // Вестник Томского государственного университета. Филология. 2016, № 2.
- Концепция модуса на пространстве текста в ее взаимосвязи для исследования медиатекста // Медиалингвистика. Международный электронный журнал. 2015, № 4.
- Концепция модуса текста и ее возможности для исследования различных сфер речи // Язык в различных сферах коммуникации / под ред. Т. Ю. Игнатович: ЗабГУ, Чита, 2014. — С. 36–39.
- СМИ Приморья в контексте моря // Вестник Новгородского государственного университета. 2015, № 87, Ч. 1. — С. 19–22.
- Пять ключевых слов русской культуры // История и теория цивилизаций: сборник статей. — Владивосток: ДВФУ, 2015. —  С. 193–208.
- Модусная линия организации художественного типа текста // Российский научный журнал. 2014, № 1. — С. 266–271.
- О тексте современных СМИ: взгляд со стороны модуса // Вестник Томского государственного университета. Филология, 2014. № 1. — С. 16–27.
- «Квадрат авторизации» в художественном повествовании // Вестник Красноярского государственного педагогического университета. 2012. № 1. — С. 268–273.
- О сложных модусных перспективах // Вестник Московского университета. Серия 9. Филология. 2012, № 5. — С. 174–182.
- Авторское начало текста и типизированность коммуникации // Филология и человек, 2011, № 2. — С. 48–58.
- Авторское «я» в публицистическом тексте: взгляд со стороны модуса // Семиозис и культура: от текста к реальности — от реальности к тексту. Сборник научных статей. Выпуск 7. — Сыктывкар, 2011. — С. 302–304.
- Метод лингвистического автопортрета (на примере исследования модуса текста) // Вестник Военного университета. 2011. № 3. — С. 89–93.
- О фундаментальных категориях текста // Вестник Иркутского государственного лингвистического университета. Серия Филология. 2011. № 3 — С. 149–157.
- Латиница в ономастическом ландшафте современного российского города. Хабаровск // Латиница — кириллица — гражданица: Коллективная монография / под ред. Т.В. Шмелёвой / НовГУ им. Ярослава Мудрого. — Великий Новгород, 2009. — С. 152–166.
- Авторское начало текста и границы жанра // Вестник Новгородского государственного университета. Сер. Гуманитарные науки. — 2009, № 52, 2009. — С. 52–54.
- Модус — в школу // Русский язык в школе. — 2008, № 8.  — С. 34–37.

### Журнальные публикации крупной прозы
- Дорога к зеркалу. Главы из романа // Дальний Восток, 2011, № 6. — С. 43 — 74.
- Хозяин тайги. О Вс. П. Сысоеве. Документальная повесть // Сихотэ-Алинь. 2012, № 2. — С. 101–116.
- По Интернету о сущности любви. Эпистолярная повесть // Байкал. 2008, № 5. — С. 50–63.
- Защита Ружина. Роман // Экумена. 2006, № 14. — С. 210 — 258; 2007, № 15. — С. 252 — 291; 2007, № 16. — С. 194–244.

### Статьи, эссе в литературных журналах
- Пушкин едет в Китай. Краткий обзор приморской литературы за последние годы // Литературный меридиан. 2015, № 9 — 112. — С. 73–75.
- Чтение как духовная ценность. Эссе // Дальний Восток. 2013, № 3. — С. 164–169.
- Николай Бурляев как зеркало наших противоречий. Репортаж, переходящий в эссе // Литературный меридиан, 2012, № 7.
- В жизни крайне правых всегда будет тяга к левому. О современном литературном процессе на Дальнем Востоке // Байкал. 2011, № 4. — С. 19–22.
- Ищите женщину. О женской прозе // Дальний Восток, 2010, № 6. — С. 153–163.
- Россия. Далеко от Москвы. Эссе // Сихотэ-Алинь-2009. — С. 170–185.
- Киностудия Е.М. представляет. О студенческой киностудии // Словесница Искусств. 2009, № 24. — С. 190–193.
- Его душа осталась с нами. О М.Н. Личенко // Дальний Восток. 2009, № 5. — С. 141–151.
- Тайник контекстуальной прозы. Эссе // Байкал. 2009, № 1. — С. 171–174.
- Много ли человека советского в современном россиянине? Полемические заметки // Дальний Восток. 2008, № 5. — С. 155–164.
- «В гражданской войне победителей не бывает». Шолохов на Дальнем Востоке // Дальний Восток. 2005, № 6. — С. 192–197.